# 貝蒂斯·貝克
貝蒂斯·貝克（1842年8月20日—1955年10月24日）是美國的超級人瑞，她出生在英國，四歲時移民到美國
她是1955年（第一版吉尼斯世界紀錄出版的年份）未來，第一位認定為世界上年齡最大的人，至今仍保留者可靠的紀錄。然而，她並沒有列入1955年的金氏世界紀錄。 （1973年，吉尼斯世界紀錄認定的最年長女性是112歲的愛麗絲·史蒂文森，這顯示貝克的紀錄在1955年並沒有被認可。）
1955年10月24日，他在內布拉斯加州去世，享年113歲65天。